# Paul Vidal de la Blache
Paul Vidal de la Blache (22. ledna 1845, Pézenas, Hérault – 5. dubna 1918, Tamaris-sur-Mer, Provence-Alpes-Côte d'Azur) byl francouzský geograf. Je považován za zakladatele moderní francouzské geografie a rovněž za zakladatele francouzské geopolitické školy. Je autorem myšlenky genre de vie, jejímž předpokladem je, že životní styl nějakého konkrétního regionu odráží ekonomické, sociálné, ideologické a psychologické identity vtisknuté krajině. Je rovněž představitelem geografického indeterminismu a měl vliv na meziválečnou československou geografickou školu.
Podle Otakara Čerby ze Západočeské univerzity „můžeme názory Paula Vidal de La Blache zjednodušeně interpretovat jako ovlivňování přírody člověkem – geografické prostředí je jen rámcem pro rozvoj společnosti, hybnou silou je člověk obdařený svobodnou vůlí a iniciativou a záleží jen na něm, jak geografické prostředí využije.“

## Biografie
Vidal de la Blache byl jako mladý poslán do internátní školy Institution Favard při Lycée Charlemagne v Paříži. Po absolvování této instituce studoval na École normale supérieure. Po absolvování získal učitelské oprávnění a odjel z Francie do Athén, kde studoval tři roky starořeckou archeologii na 'École française d'Athènes.
Po návratu do Francie se v roce 1870 oženil s Laurou Marie Elizabeth a vyučoval na Lycee d'Angers a na École Préparatoire de l'Enseignment Supérieur des Lettres et des Sciences. Doktorát získal v roce 1872 a poté začal pracovat na Nancy-Université. V roce 1877 se jako profesor geografie vrátil na École Normale Supérieure, kde přednášel 21 let. Poté odešel na Université de Paris, kde přednášel až do svého odchodu do penze v roce 1909, kdy mu bylo 64 let.
Vidal de la Blache založil École française de géographie („Francouzská škola geografie“) a, společně s Lucienem Gallois, Annales de Géographie (1893), jehož byl až do své smrti editorem. Annales de Géographie se stal vlivným akademickým periodikem, jež podporovalo pojetí humánní geografie, jakožto studia člověka a jeho vztahu k prostředí.

## Dílo
Vidal de la Blache napsal velké množství publikací: celkem 17 knih, 107 odborných článků a 240 zpráv a hodnocení. Pouze část jeho děl však byla přeložena do angličtiny. Jeho nejvýznamnější díla zahrnovala základní učebnice Collection de Cartes Murales Accompagnées de Notices společně s Histoire et Géographie: Atlas General a La France de l'Est. Dva z jeho nejznámějších spisů jsou Tableau de la Géographie de la France (1903) a Principles of Human Geography (1918).